# والری آلکسانیان
والری وازگنی الکسانیان (ارمنی: Վալերի Վազգենի Ալեքսանյան؛ زادهٔ ۴ سپتامبر ۱۹۸۴ در ایروان) یک بازیکن فوتبال در پست مدافع اهل ارمنستان است.

## بازی باشگاهی
از باشگاه‌هایی که در آن بازی کرده‌است می‌توان به صنعت نفت آبادان، گاندزاسار، پیونیک، و اولیس اشاره کرد.

## بازی ملی
وی همچنین در تیم ملی فوتبال زیر ۲۱ سال ارمنستان و تیم ملی فوتبال ارمنستان بازی کرده‌است. . الکسانیان نخستین بازی ملی خود را در تاریخ ۱۸ فوریه ۲۰۰۴ در پافوس، یونان در مقابل مجارستان انجام داده‌است و آخرین بازی ملی خود را را که یک دیدار دوستانه بود در تاریخ ۱۵ ژانویه ۲۰۰۷ در پافوس، یونان در مقابل پاناما انجام داده‌است.

## افتخارات

### باشگاهی
پیونیک
- لیگ برتر فوتبال ارمنستان (۶): ۲۰۰۱, ۲۰۰۲, ۲۰۰۳, ۲۰۰۴, ۲۰۰۵, ۲۰۰۶
- جام استقلال ارمنستان (۲): ۲۰۰۲, ۲۰۰۴
- سوپر جام فوتبال ارمنستان (۳): ۲۰۰۱, ۲۰۰۳, ۲۰۰۴
- جام استقلال ارمنستان نایب قهرمان (۱): ۲۰۰۶
- سوپر جام فوتبال ارمنستان نایب قهرمان (۲): ۲۰۰۳, ۲۰۰۶

## زندگی خصوصی
وی با «سیرانوش» ازدواج کرده‌است. این زوج یک پسر به نام «آرتم» (زاده ۲۰۰۹) دارد. والری در زمان فراغت به ماهیگیری می‌پردازد.